# Polaris (missile balistique)
Pour les articles homonymes, voir Polaris.
L'UGM-27 Polaris est un missile mer-sol balistique stratégique lancé par sous-marin. Il a été construit par Lockheed pendant la guerre froide pour le compte de la United States Navy et de la Royal Navy.
Le projet débute en 1955 et la mise en service opérationnelle de la première version a lieu le 20 juillet 1960 à bord du premier SNLE américain, le USS George Washington.

## Histoire
Pour un article plus général, voir Histoire du missile balistique.
Le projet Polaris fait suite à l'abandon du projet Jupiter de l'US Navy. Ce projet comportait la construction de sous-marins emportant jusqu'à quatre missiles Jupiter. Le projet fut annulé car les sous-marins devaient faire surface pour lancer leurs missiles et les missiles Jupiter, à carburant liquide, devaient être remplis avant chaque tir, une opération dangereuse à bord d'un sous-marin.
Lors du Project Nobska (en), une étude sur le futur de la guerre sous-marine en 1955, Edward Teller indique qu'une ogive de 500 kt et 600 livres, moins lourde  que celle prévue, sera disponible.  
Lockheed fut donc chargé de développer un missile plus petit et à carburant solide. Lockheed développa une méthode de lancement à froid. Le missile était préalablement éjecté de son tube par du gaz comprimé, avant l’allumage de son moteur.
Le premier lancement réussi eut lieu en avril 1959, après 6 échecs. Dans le même temps, l’US Navy construisit son premier sous-marin lanceur d’engin, le USS George Washington (SSBN-598), qui effectua le premier tir immergé du Polaris le 20 juillet 1960.
En novembre 1960, le Polaris A-1 fut déclaré opérationnel.

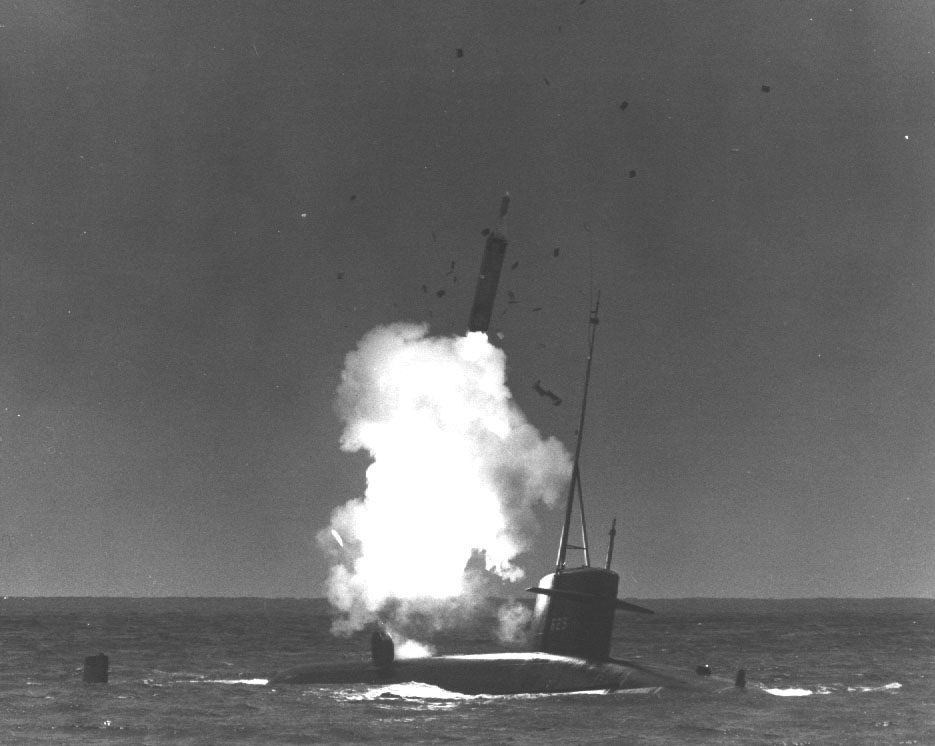
Tir d'un Polaris A2 en surface depuis le USS Henry Clay (SSBN-625) en 1964. Il s'agit du premier des deux seuls lancements de SLBM en surface depuis un sous-marin américain.

Le USS Ethan Allen (SSBN-608), fut le premier sous-marin à lancer un Polaris avec sa charge nucléaire sur une zone de test dans l'océan Pacifique le 6 mai 1962. Ce fut l’unique tir d’un missile mer-sol balistique stratégique avec charge réelle effectué par les États-Unis.
En octobre 1962, durant la crise de Cuba, cinq SNLE emportant chacun 16 Polaris étaient en service.
La fiabilité globale du Polaris A-1 n'était estimée qu'à 25 %, en effet le lanceur lui-même avait un taux de fiabilité de 50 % ou moins, et l'ogive W47Y1 de 600 kilotonnes l'armant a été estimée à une chance sur deux d'initier une explosion nucléaire en cas de besoin ; mais lors de tests de 1966, il y a eu trois échecs sur quatre ce qui fait tomber le taux réel de fiabilité à 12,5 %.
Au total, 1 245 patrouilles de dissuasion stratégique furent effectuées avec des missiles Polaris entre 1960 et 1981 par l'US Navy (Polaris A-1 du 15 novembre 1960 au 14 octobre 1965, Polaris A-2 du 26 juin 1962 au 9 juin 1974, Polaris A-3 du 28 septembre 1964 au 1er octobre 1981).
La Royal Navy de son côté mit en service la version A3 dans l'arsenal nucléaire du Royaume-Uni. Il est le premier missile occidental équipé de véhicules de rentrée multiples, et il est opérationnel à bord des SNLE de la classe Resolution à partir de juin 1968 armés chacun de 2 têtes nucléaires britanniques Chevaline A3TK de 200 kT (au lieu de 3 ogives sur les missiles américains) ; la portée de ses missiles était réduite de plus de 500 milles marins par rapport à la version américaine car la charge utile était équipée de leurres et d'aides à la pénétration supplémentaires pour éviter la défense antimissiles. À partir de 1982, des missiles équipés de 6 charges de 40 kT furent opérationnels. Les Polaris britanniques resteront en service jusqu'en 1996.

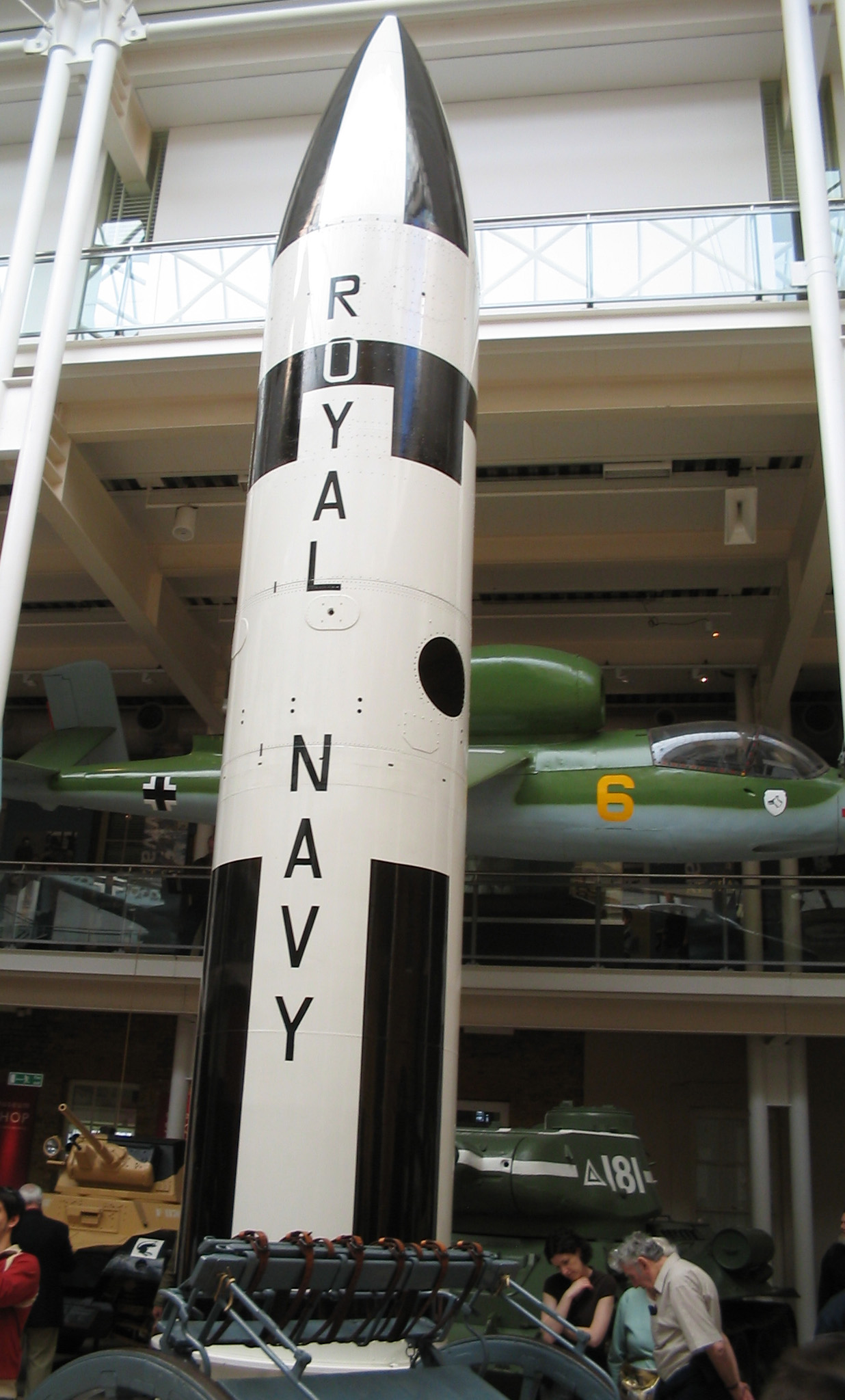
Missile Polaris de la Royal Navy exposé au Imperial War Museum.
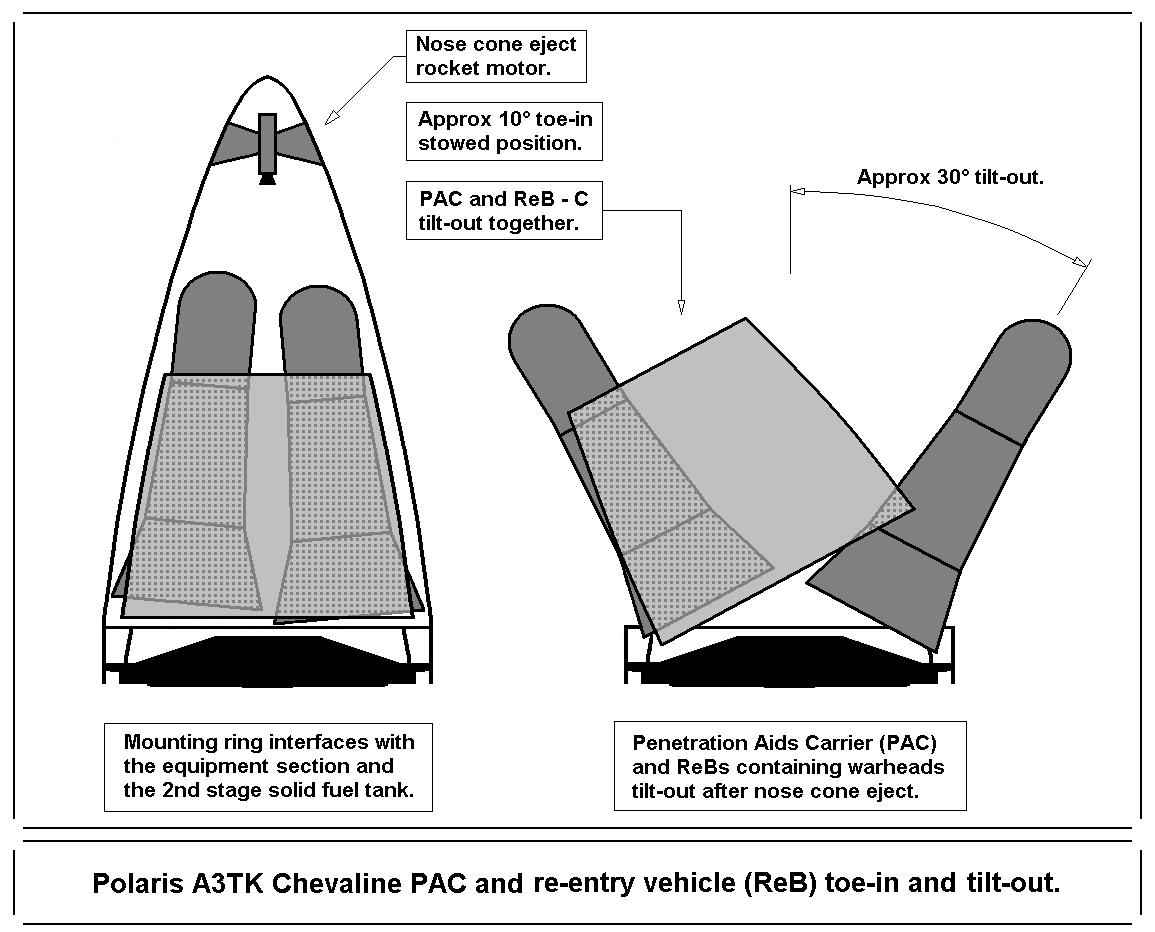
Système d'éjection pour les ogives nucléaires britanniques Chevaline A3TK.
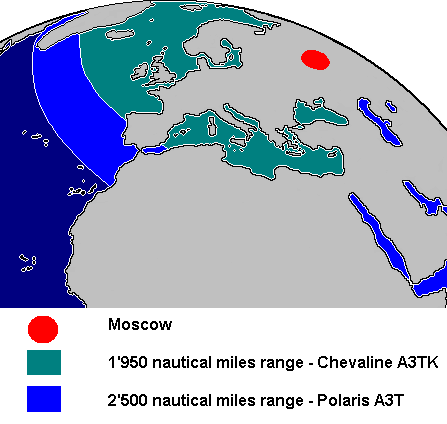
Zone de patrouille des SNLE équipés des missiles Polaris A3T américains et Chevaline A3TK britanniques en prenant Moscou pour cible.

## Versions

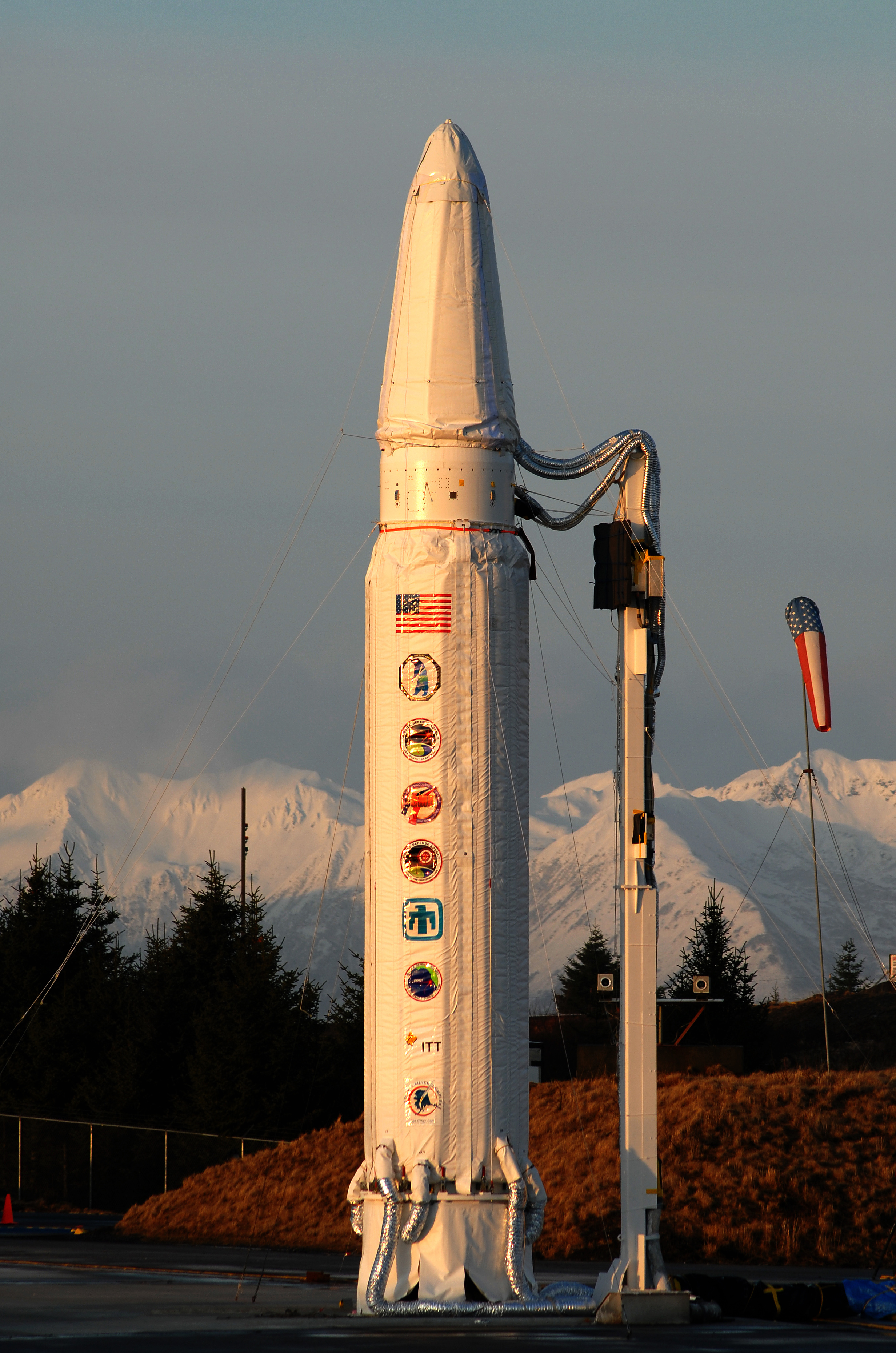
Une fusée STARS.

- Polaris A-1 : la version A-1 avait une portée de 1 853 km avec une charge nucléaire de 600 kilotonnes et un écart circulaire probable de 1 800 m pour une masse de 13 090 kg. Construit à 163 unités ainsi que 100 ogives W47 Y1 les armant.
- Polaris A-2 : la version A-2 avait une portée de 2 779 km. Construit à 346 unités ainsi que 250 ogives W47 Y1 et Y2;
- Polaris A-3 : la version A-3, à têtes multiples, avait une portée de 4 631 km avec un écart circulaire probable de 600 m. Construit à 644 unités ainsi que 1 450 ogives W58 hors exemplaires pour la Royal Navy[3].
- Polaris B-3 : devait avoir une portée similaire au A-3, mais a évolué sur le missile UGM-73 Poseidon.
- STARS (Strategic Target System) : Engin cible utilisant les deux premiers étages d'un ancien missile Polaris A3 surmonté d'un moteur commercial Orbus 1A utilisé pour les essais d'antimissiles et d'engins hypersoniques. Premier tir le 26 février 1993, seize tirs dont trois échecs en janvier 2019[4],[5],[6].